# Грузия на летних Олимпийских играх 2020
Грузия на летних Олимпийских играх 2020 года, перенесённых с из-за пандемии COVID-19 с 24 июля — 9 августа 2020 года на 23 июля — 8 августа 2021 года, была представлена 35 спортсменами в 11 видах спорта.
Знаменосцами сборной Грузии на церемонии открытия Игр стали олимпийская чемпионка 1988 года в стрельбе из пистолета Нино Салуквадзе и олимпийский чемпион 2016 года в тяжёлой атлетике Лаша Талахадзе, а на церемонии закрытия — каратист Гогита Аркания.
По итогам соревнований грузинские спортсмены завоевали 2 золотые, 5 серебряных и 1 бронзовую медали, что позволило олимпийской сборной Грузии занять 33-е место в неофициальном медальном зачёте.

## Медали
| Золото  |                    |                                            |           |
| №       | Спортсмены         | Вид спорта (дисциплина)                    | Дата      |
| 1       | Лаша Бекаури       | Дзюдо (до 90 кг, мужчины)                  | 28 июля   |
| 2       | Лаша Талахадзе     | Тяжёлая атлетика (свыше 109 кг, мужчины)   | 4 августа |
| Серебро |                    |                                            |           |
| №       | Спортсмены         | Вид спорта (дисциплина)                    | Дата      |
| 1       | Важа Маргвелашвили | Дзюдо (до 66 кг, мужчины)                  | 25 июля   |
| 2       | Лаша Шавдатуашвили | Дзюдо (до 73 кг, мужчины)                  | 26 июля   |
| 3       | Гурам Тушишвили    | Дзюдо (свыше 100 кг, мужчины)              | 30 июля   |
| 4       | Якоб Каджая        | Борьба (греко-римская, до 130 кг, мужчины) | 2 августа |
| 5       | Гено Петриашвили   | Борьба (вольная, до 125 кг, мужчины)       | 6 августа |
| Бронза  |                    |                                            |           |
| №       | Спортсмены         | Вид спорта (дисциплина)                    | Дата      |
| 1       | Антон Плесной      | Тяжёлая атлетика (до 96 кг, мужчины)       | 31 июля   |

## Состав сборной
Бокс
1. Сахил Алахвердови
2. Эскерхан Мадиев
3. Георгий Харабадзе

 Борьба
Вольная борьба
1. Автандил Кенчадзе
2. Элизбар Одикадзе
3. Гено Петриашвили

Греко-римская борьба
1. Лаша Гобадзе
2. Рамаз Зоидзе
3. Якоб Каджая
4. Георгий Мелия

 Дзюдо
1. Лаша Бекаури
2. Тато Григалашвили
3. Варлам Липартелиани
4. Важа Маргвелашвили
5. Гурам Тушишвили
6. Лукум Чхвимиани
7. Лаша Шавдатуашвили
8. Татьяна Левицкая-Шуквани
9. Этери Липартелиани

 Карате
1. Гогита Аркания

 Лёгкая атлетика
1. Беник Абрахамян
2. Георгий Муджаридзе
3. Лаша Торгваидзе
4. Бачана Хорава
5. Сопо Шатиришвили

 Плавание
1. Ираклий Ревишвили
2. Мариам Имнадзе

 Стрельба
1. Нино Салуквадзе

 Теннис
1. Николоз Басилашвили

 Тяжёлая атлетика
1. Шота Мишвелидзе
2. Антон Плесной
3. Лаша Талахадзе
4. Гога Чхеидзе

 Фехтование
1. Сандро Базадзе

 Художественная гимнастика
1. Саломе Пажава

## Результаты соревнований

### Бокс
От Грузии в боксёрском олимпийском турнире приняли участие три спортсмена: Сахил Алахвердови, Эскерхан Мадиев и Георгий Харабадзе. Все они получили путёвки на Игры благодаря хорошим выступлениям (участие, как минимум, в 1/4 финала в своих весовых категориях) в рамках Европейского квалификационного олимпийского турнира.
Мужчины
| Категория | Спортсмены        | Первый раунд           | Второй раунд         | Четвертьфинал        | Полуфинал            | Финал                | Место                |
| Категория | Спортсмены        | Соперник Результат     | Соперник Результат   | Соперник Результат   | Соперник Результат   | Соперник Результат   | Место                |
| --------- | ----------------- | ---------------------- | -------------------- | -------------------- | -------------------- | -------------------- | -------------------- |
| до 52 кг  | Сахил Алахвердови | CHNХу Цзяньгуань П 0:5 | завершил выступление | завершил выступление | завершил выступление | завершил выступление | завершил выступление |
| до 69 кг  | Эскерхан Мадиев   | AZEЛ. Сотомайор В TKO  | UGAШ. Бвоги В 3:1    | ROCА. Замковой П 0:5 | завершил выступление | завершил выступление | 7                    |
| до 75 кг  | Георгий Харабадзе | UZBФ. Кахрамонов П 0:5 | завершил выступление | завершил выступление | завершил выступление | завершил выступление | завершил выступление |

### Борьба
На соревнованиях по борьбе Грузию представили семь спортсменов. «Вольники» Гено Петриашвили и Элизбар Одикадзе, а также представители греко-римского стиля Якоб Каджая и Георгий Мелия завоевали 4 квоты для своей страны для участия в Олимпиаде, попав в шестёрку лучших в своих весовых категориях на чемпионате мира 2019 года. Ещё три путёвки на Игры Автандил Кенчадзе, Лаша Гобадзе и Рамаз Зоидзе завоевали по итогам Европейского квалификационного олимпийского турнира, попав в своих весовых категориях в число финалистов.
На Олимпиаде-2020 грузинские борцы завоевали две серебряные медали. В решающе соревнований по греко-римской борьбе среди мужчин до 130 кг Якоб Каджая уступил многоопытному кубинцу Михаину Лопесу, для которого это олимпийское «золото» стало четвёртым в карьере. Победитель последних трёх чемпионатов мира Гено Петриашвили в финале соревнований по вольной борьбе среди мужчин до 125 кг против Гейбла Стивсона, выигрывая у соперника за секунду до окончания отведённого на поединок времени, пропустил приём от американца, тем самым уступив олимпийское первенство.
Используемые сокращения: 

VFA (5:0) — победа на туше; 

VSU (4:0) — победа по техническому превосходству (8 баллов разницы в греко-римской борьбе и 10 баллов — в вольной без технических баллов у проигравшего); 

VSU1 (4:1) — победа по техническому превосходству в одном или двух периодах, с техническим баллом у проигравшего; 

VPO (3:0) — победа по баллам, когда борец выигрывает 2 периода с преимуществом, набрав от 1 до 7 баллов в греко-римской борьбе и от 1 до 9 — в вольной без технических баллов у проигравшего; 

VPO1 (3:1) — победа по баллам с техническими баллами у проигравшего.
Мужчины
Вольная борьба
| Категория | Спортсмены        | 1/8 финала                   | Четвертьфинал            | Полуфинал                | Финал                    | Место |
| Категория | Спортсмены        | Соперник Результат           | Соперник Результат       | Соперник Результат       | Соперник Результат       | Место |
| --------- | ----------------- | ---------------------------- | ------------------------ | ------------------------ | ------------------------ | ----- |
| до 74 кг  | Автандил Кенчадзе | ITAФ. Чамисо П 1:3 VPO1      | завершил выступление     | завершил выступление     | завершил выступление     | 12    |
| до 97 кг  | Элизбар Одикадзе  | IRIМ. Мохаммадиан В 3:1 VPO1 | ROCА. Садулаев П 0:4 VSU | Утешительный турнир      | Утешительный турнир      | 8     |
| до 97 кг  | Элизбар Одикадзе  | IRIМ. Мохаммадиан В 3:1 VPO1 | ROCА. Садулаев П 0:4 VSU | AZEШ. Шарифов П 1:3 VPO1 | завершил выступление     | 8     |
| до 125 кг | Гено Петриашвили  | EGYД. Камал В 4:0 VSU        | CHNДэн Чживэй В 3:1 VPO1 | IRIА. Заре В 3:1 VPO1    | USAГ. Стивсон П 1:3 VPO1 | 2     |

Греко-римская борьба
| Категория | Спортсмены    | 1/8 финала                 | Четвертьфинал              | Полуфинал               | Финал                    | Место |
| Категория | Спортсмены    | Соперник Результат         | Соперник Результат         | Соперник Результат      | Соперник Результат       | Место |
| --------- | ------------- | -------------------------- | -------------------------- | ----------------------- | ------------------------ | ----- |
| до 67 кг  | Рамаз Зоидзе  | CUBИ. Борреро В 3:1 VPO1   | EORА. Аль-Обаиди В 4:0 VSU | IRIМ. Гераеи П 1:3 VPO1 | За 3-е место             | 5     |
| до 67 кг  | Рамаз Зоидзе  | CUBИ. Борреро В 3:1 VPO1   | EORА. Аль-Обаиди В 4:0 VSU | IRIМ. Гераеи П 1:3 VPO1 | GERФ. Штеблер П 1:3 VPO1 | 5     |
| до 87 кг  | Лаша Гобадзе  | UZBР. Ассакалов П 1:3 VPO1 | завершил выступление       | завершил выступление    | завершил выступление     | 11    |
| до 97 кг  | Георгий Мелия | ROCМ. Евлоев П 1:3 VPO1    | не участвовал              | Утешительный турнир     | Утешительный турнир      | 9     |
| до 97 кг  | Георгий Мелия | ROCМ. Евлоев П 1:3 VPO1    | не участвовал              | HUNА. Шоке П 1:3 VPO1   | завершил выступление     | 9     |
| до 130 кг | Якоб Каджая   | FINМ. Куосманен В 5:0 VFA  | ROCС. Семёнов В 3:1 VPO1   | CHIЯ. Акоста В 3:1 VPO1 | CUBМ. Лопес П 0:3 VPO    | 2     |

### Гимнастика

#### Художественная гимнастика
Единственную путёвку в гимнастических дисциплинах на Олимпийские игры в Токио для Грузии получила Саломе Пажава. Она не смогла напрямую квалифицироваться на турнир, однако в связи с тем, что максимальная квота в 2 человека принимающей стороной — Японией — была завоёвана ранее по результатам квалификационных соревнований (чемпионат мира 2019 и Кубок мира 2021), то «хозяйская» квота была передана грузинской спортсменке.
На Олимпиаде в рамках квалификации личного многоборья Пажава показала лишь 17-й результат по сумме четырёх видов и не смогла войти в финальную десятку для продолжения борьбы за медали.
Женщины
| Соревнование      | Спортсмены    | Квалификация | Квалификация | Квалификация | Квалификация | Квалификация | Квалификация | Финал                 | Финал                 | Финал                 | Финал                 | Финал                 | Финал                 |
| Соревнование      | Спортсмены    |              |              |              | ! Всего      | Место        |              |                       |                       | ! Всего               | Место                 |                       |                       |
| ----------------- | ------------- | ------------ | ------------ | ------------ | ------------ | ------------ | ------------ | --------------------- | --------------------- | --------------------- | --------------------- | --------------------- | --------------------- |
| личное многоборье | Саломе Пажава | 23,550       | 21,950       | 23,500       | 20,650       | 89,650       | 17           | завершила выступление | завершила выступление | завершила выступление | завершила выступление | завершила выступление | завершила выступление |

### Теннис
Состав участников теннисного турнира Олимпиады формировался, в основном, по рейтингу ATP у мужчин и WTA у женщин по состоянию на 14 июня 2021 года. Единственным представителем Грузии, отобравшимся на Игры, стал Николоз Басилашвили (30-е место в рейтинге ATP на 14.06.2021). В рамках теннисного турнира в мужском одиночном разряде тбилисец дошёл до стадии 1/16 финала, где в двух сетах уступил будущему олимпийскому чемпиону — немцу Александру Звереву.
Мужчины
| Соревнование     | Спортсмены          | 1/32 финала                      | 1/16 финала                  | 1/8 финала                   | Четвертьфинал        | Полуфинал            | Финал                | Итоговое место       |
| Соревнование     | Спортсмены          | Соперник Результат               | Соперник Результат           | Соперник Результат           | Соперник Результат   | Соперник Результат   | Соперник Результат   | Итоговое место       |
| ---------------- | ------------------- | -------------------------------- | ---------------------------- | ---------------------------- | -------------------- | -------------------- | -------------------- | -------------------- |
| одиночный разряд | Николоз Басилашвили | ESPР. Карбальес Баэна В 6:3, 6:2 | ITAЛ. Сонего В 6:4, 3:6, 6:4 | GERА. Зверев (4) П 4:6, 65:7 | завершил выступление | завершил выступление | завершил выступление | завершил выступление |

### Тяжёлая атлетика
От Грузии на Олимпийские игры квалифицировались четыре тяжелоатлета. Шота Мишвелидзе (до 61 кг), Антон Плесной (до 96 кг) и Лаша Талахадзе (свыше 109 кг) завоевали такое право за счёт своего нахождения в первой восьмёрке абсолютного мирового рейтинга в своих категориях. Гога Чхеидзе (до 67 кг) отобрался на Олимпиаду, возглавив абсолютный европейский рейтинг в своей категории.
Украинец Антон Плесной, на Играх в Токио выступавший под флагом Грузии, в категории до 96 кг показал одинаковый результат с венесуэльцем Кейдомаром Вальенильей, однако по дополнительным показателям уступил ему серебряную медаль, завоевав тем самым для своей новой родины «бронзу».
Олимпийский чемпион 2016 года Лаша Талахадзе на соревнованиях в Токио в весовой категории свыше 109 кг установил три мировых рекорда — в рывке, толчке и в сумме, и стал двукратным олимпийским чемпионом.
Мужчины
| Категория    | Спортсмены      | Вес       | Рывок | Рывок | Рывок  | Толчок | Толчок | Толчок | Всего  | Место |
| Категория    | Спортсмены      | Вес       | 1     | 2     | 3      | 1      | 2      | 3      | Всего  | Место |
| ------------ | --------------- | --------- | ----- | ----- | ------ | ------ | ------ | ------ | ------ | ----- |
| до 61 кг     | Шота Мишвелидзе | 60,95 кг  | 130   | 134   | 135    | 155    | 163    | 165    | 285    | 7     |
| до 67 кг     | Гога Чхеидзе    | 66,95 кг  | 133   | 133   | 138    | 164    | 169    | 173    | 302    | 8     |
| до 96 кг     | Антон Плесной   | 96,00 кг  | 173   | 177   | 177    | 206    | 210    | 210    | 387    | 3     |
| свыше 109 кг | Лаша Талахадзе  | 177,00 кг | 208   | 215   | 223 WR | 245    | 255    | 265 WR | 488 WR | 1     |